# 13302 Kezmoh
13302 Kezmoh (1998 RO31) là một tiểu hành tinh vành đai chính được phát hiện ngày 14 tháng 9 năm 1998 bởi nhóm nghiên cứu tiểu hành tinh gần Trái Đất phòng thí nghiệm Lincoln ở Socorro.